# Margarete Junk
Margarete Ernestine Karola Henriette Junk, geborene Fromm (* 10. Juni 1898 in Erfurt; † 1979 in Stuttgart) war eine deutsche Sozialarbeiterin.

## Leben und Wirken

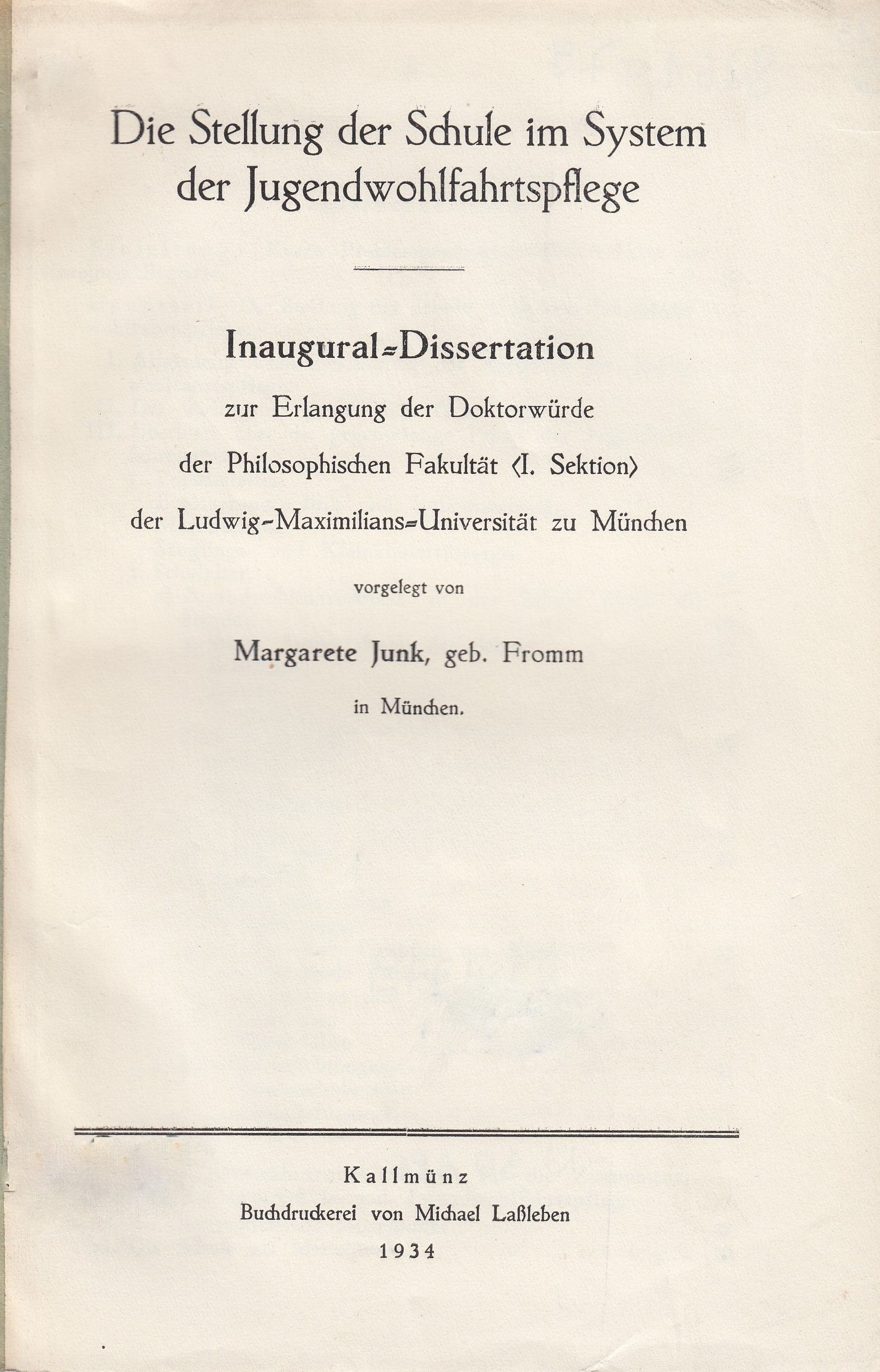
Dissertation von Margarete Junk, archiviert im Ida-Seele-Archiv

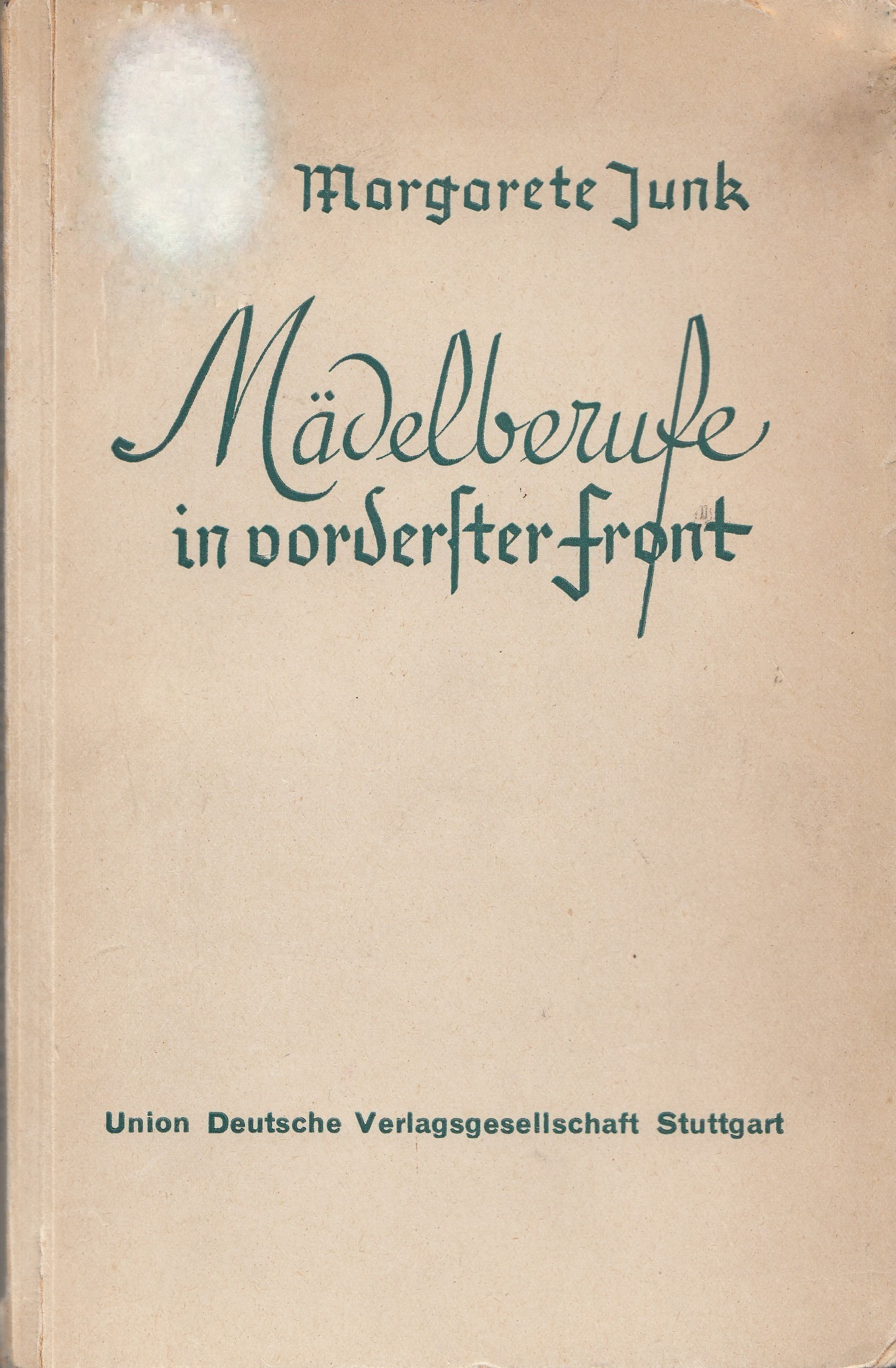
Veröffentlichung von Margarete Junk aus dem Jahre 1940, archiviert im Ida-Seele-Archiv

Margarete Fromm, Tochters des Staatsanwalts Justus Wilhelm Louis Julius Fromm und dessen Ehefrau Auguste Friederike Fromm, geborene Reich, besuchte in Essen und Ratibor das Lyzeum. In letztgenannter Stadt legte sie im März 1918 die Reifeprüfung ab. Anschließend absolvierte sie die Wirtschaftliche Frauenschule Rothenburg ob der Tauber. Diese  Ausbildungsstätte war im Besitz des Bayerischen Vereins für wirtschaftliche Frauenschule auf dem Lande, die 1916 dem Reifensteiner Verband angeschlossen wurde. Die Frauenschule war im Haus des Grafen Sayn-Wittgenstein im Herrenmarkt untergebracht. Im nahegelegenen Gut Zehlersgut erlernten die Schülerinnen praktisch vor Ort Viehhaltung, Gartenbau, Milchwirtschaft u. dgl. m. Nach der einjähren landwirtschaftlichen Ausbildung bezog Fromm im Sommer 1919 die Universität Göttingen, um Rechts- und Staatswissenschaften zu studieren. Bereits im Wintersemester wechselte sie an die Universität in Frankfurt/Main. Nach fünf Semester brach sie das Studium ab, um zu heiraten. Aus der Verbindung ging ein Sohn hervor. 1931 wurde ihre Ehe geschieden. Fortan lebte Magarete Junk als alleinerziehende Mutter. Unmittelbar nach der Scheidung setzte Junk ihr Studium in München fort. Dieses beendete sie 1933 mit der Promotion. Das Thema ihrer Dissertation, die von Aloys Fischer betreut wurde, lautet: Die Stellung der Schule im System der Jugendwohlfahrtspflege. In ihrer 42 Seiten umfassenden wissenschaftlichen Arbeit begrüßt Junk die neue staatliche Entwicklung:
„Noch nie, so scheint es, war die Aufgabe des Erziehrs umfasender als in der Gegenwart. Wir stehen am Anfang einer neuen staatlichen Entwicklung: aus dem Volksganzen heraus soll der Volksstaat aufgebaut werden“.
In ihrer Doktorarbeit plädiert die Promovendin für eine „Erziehung zum Volk“ unter „Zurückstellung des eigenen Ich“ und plädiert für eine „gesunde Erziehung“. Dabei soll ein Ziel sein, die „rassische, vitale körperlicher Ausbildung“. Sie beschreibt zwei Wege für die Entwicklungsmöglichkeiten einer Zusammenarbeit von Schule und Jugendhilfe:
1.) Die Jugendhilfe wird so weit ausgebaut, daß sie die ganze Erziehungs- und Bildungsarbeit übernimmt. Die Schule wäre damit selbst zu einem Organ der Jugendwohlfahrtspflege geworden und verlöre ihre Selbständigkeit. Oder aber:
2.) Die Schule übernimmt die gesamte öffentliche Erziehungsfürsorge. Alle Einrichtungen der Jugendhilfe werden organisch mit ihr verbunden (Junk 1934, S. 37).
Im Jahr 1938 übernahm Junk in Nachfolge von Gertrud Hedwig Wölfflen die  Leitung der Frauenschule für Volkspflege des Schwäbischen Frauenvereins Stuttgart im Deutschen Frauenwerk. Nur die Schulleitung und eine Sekretärin waren hauptamtlich, neben 16 nebenberuflich tätigen Lehrkräften, angestellt
Am 17. Oktober 1939 beantragte sie die Aufnahme in die NSDAP und wurde zum 1. Februar 1940 aufgenommen (Mitgliedsnummer 7.486.283). 1940 erschien ihr Buch Mädelberufe in vorderster Front. Über Hauswirtschaft, Säuglings- und Krankenpfleg zur Volkspflege. Genannte Publikation ist als Werbeschrift konzipiert und wendet sich vor allem an Schulabsolventinnen und deren Eltern. Die jungen Mädchen werden ermuntert, sich für den Beruf der „nationalsozialistischen Volkspflegerin“ zu entscheiden. Über die Aufgabengebiete der Volkspflegerin konstatierte sie:
Die Volkspflegerin steht mittendrin in dieser lebendigen Gemeinschaft des Blutes, nicht kühl und überlegen, sondern zupackend, tätig, ein Kraftquell für ihren Lebenskreis, aufgeschlossen für alles Lebendige unserer Zeit. Ihre Aufgabe ist es, den deutschen Menschen, in ester Linie der erbgesunden kinderreichen Familie zu dienen. Die Aufgaben der Erb- und Rassenpflege, der Gesundheitsführung stehen heute im Vordergrund... Soziale Arbeit ist Dienst am Volk im höchsten Sinn. Die Volkspflegerin baut mit am ewigen Reich. Das macht die Frauen in diesem Beruf stolz und glücklich und gibt ihnen Kraft: d a s   B e w u ß t s e i n,  i n   v o r d e r s t e r   F r o n t  z u  s t e h e n   f ü r  F ü h r e r   u n d   V o l k (Junk 1940, S. 107).
Junks Publikation bedingte, dass die Stuttgarter Ausbildungsstätte sich eines regen Zulaufs erfreuen konnte. Besuchten 1938 33 Schülerinnen die Einrichtung, waren es 1944 85.
Nach dem Zusammenbruch der NS-Gewaltherrschaft wurde Junk aufgrund ihrer Mitgliedschaft in der NS-Frauenschaft, der NSDAP und des NS-Rechtswahrerbundes entlassen. Die kommissarische Leitung der Schule übernahm Lina Noack. 1947 wurde Junk wieder als Schulleiterin berufen. Bis 1965 leitete sie die Soziale Frauenschule des Schwäbischen Frauenvereins Stuttgart. Innerhalb des Deutschen Paritätischen Wohlfahrtsverbandes zeichnete sie in den 1950er  und 1960er Jahren für den Arbeitskreis für Ausbildungs- und Nachwuchsfragen verantwortlich.
Junk starb 1979 in Stuttgart.

## Ehrungen
- Silberne Plakette des Deutschen Paritätischen Wohlfahrtsverbandes für 25 Jahre vorbildliche Leitung der Sozialschule

## Veröffentlichungen (Auswahl)
- Die Stellung der Schule im System der Jugendwohlfahrtspflege. Kallmünz 1934.
- Mädelberufe in vorderster Front. Über Hauswirtschaft, Säuglings- und Krankenpflege zur Volkspflege. Stuttgart 1940.
- Die Ausbildung zum sozialen Beruf. Entwicklung und Stand. In: Blätter der Wohlfahrtspflege. 1950, S. 120–124.
- Die Höhere Fachschule für Sozialarbeit. In: A. Hölder (Hrsg.): Festschrift zur Neunzigjahrfeier des Schwäbischen Frauenvereins e. V. Stuttgart. Stuttgart 1963, S. 47–49.